# Chéraga
Chéraga (in arabo شراقة‎?) è una città del nord dell'Algeria, situata nella provincia di Algeri, circa 10 km ad ovest del capoluogo.